# Pulvinaria vangueriae
Pulvinaria vangueriae är en insektsart som beskrevs av Hall 1932. Pulvinaria vangueriae ingår i släktet Pulvinaria och familjen skålsköldlöss.
Artens utbredningsområde är Zimbabwe. Inga underarter finns listade i Catalogue of Life.